# Роджеру Эберту следует отказаться от жирной пищи
«Роджеру Эберту следует отказаться от жирной пищи» (англ. Roger Ebert Should Lay Off the Fatty Foods) — эпизод 211 (№ 24) сериала «Южный Парк», премьера которого состоялась 2 сентября 1998 года.

## Сюжет
Третьеклассникам надоедает, что мистер Гаррисон в последнее время не занимается на занятиях ничем кроме демонстрации им старого детективного сериала, записанного на видеокассеты с эфира. Тот говорит, что, раз они недовольны, он сводит их в планетарий. Картман видит на одной из кассет (вместе с сериалом был записан и рекламный блок) анонс конкурса на участие в рекламе сырных подушечек и решает принять в нём участие.
Дети приходят в планетарий. Его владелец, доктор Адамс, рассказывает им о достоинствах «планеария» (он так называет планетарий «из-за редкой болезни костей») и демонстрирует шоу, во время которого включает механизм так, что он гипнотически действует на посетителей. Это шоу не смотрит только Картман — он сбега́ет, чтобы поучаствовать в первом туре конкурса на исполнение песни о сырных подушечках.
На следующий день детям, чей разум начинает поглощать машина, по непонятным причинам хочется пойти в планетарий снова. Доктор Адамс на новых сеансах всё сильнее воздействует на них. В планетарий ходит всё больше людей, многие решают остаться в планетарии работать, но Кайл и Стэн чувствуют неладное — ведь они дети и не могут по своей воле добровольно делать что-либо. Они проверяют механизм из планетария на Кенни и убеждаются в том, как пагубно он действует на людей.
Поскольку все дети, участвовавшие в конкурсе сырных подушечек, уходят, чтобы работать в планетарии, Картман, которого планировалось определить на последнее место, побеждает и снимается в рекламе; он счастлив, что его покажут по телевизору. Во время возвращения из очередного похода в планетарий в школьном автобусе появляется мальчик Ван Гелдер, сбежавший оттуда. С помощью древней техники «обмена разумов» мистер Мэки при содействии медсестры Голлум узнаёт от него, в чём дело, и идёт в планетарий разбираться.
Картман ждёт, когда рекламу с ним покажут по телевизору. Однако телевизор никто не смотрит — в планетарий ушли работать все, включая Барбреди, вообразившего себя Элвисом, и Шефа. Мистер Мэки и медсестра Голлум приходят к доктору Адамсу разобраться; тот решает устроить сеанс промывки мозгов и им. Картман смотрит рекламу со своим участием; как выяснилось, из всей песни в его исполнении в ролике осталось только одно слово «отстой», но он всё равно счастлив. Он приходит в планетарий и, разозлённый тем, что Стэн и Кайл не смотрели рекламу, ломает проектор; промывающая мозги машина воздействует на доктора Адамса, и тот теряет разум, а все прочие возвращаются к своему нормальному состоянию. Картман рад — теперь он не только персонаж рекламы по телевизору, но и спаситель города.

## Смерть Кенни
Решив проверить на Кенни действие механизма из планетария, Стэн и Кайл включают «звёздное шоу» на полную мощь; Кенни не выдерживает, и у него лопается голова. Они говорят:
Стэн: О боже мой, мы убили Кенни!
Кайл: Мы — сволочи!

## Персонажи
В этом эпизоде впервые появляется бабушка Картмана.

## Пародии
- Сюжет эпизода является пародией на эпизод «Кинжал разума» из сериала «Звёздный путь»; оттуда же взяты имена появляющихся только в этой серии персонажей. В эпизоде присутствует ещё целый ряд отсылок к «Звёздному пути».
- Детективный сериал, который показывает детям мистер Гаррисон, — Barnaby Jones. Это шоу выходило в 1973—1980 годах.
- На прослушивании Картман поёт песню Донны Саммер «She Works Hard for the Money». Также во время прослушивания Эрик исполняет лунную походку Майкла Джексона.
- Эпизод назван в честь Роджера Эберта, который упоминается в серии дважды:
  - Доктор Адамс говорит: «Звёзды на самом деле сделаны из горячего газа, который выходит изо рта Роджера Эберта».
  - В честь Роджера Эберта названо одно из упомянутых в серии созвездий.
- Постоянные напоминания миссис Картман «не ковыряться в носу» и реакции на это Картмана взяты из фильма Монти Пайтон «Житие Брайана».

## Факты
- В этом эпизоде появляется инопланетянин: его можно заметить среди кнопок на машине в планетарии в самой последней сцене, когда Лиэн делает Эрику замечание.
- На прослушивании один из мальчиков поёт народную детскую песню «Bingo».
- Доктор Адамс говорит, что «собачья звезда» — Полярная, хотя на самом деле это Сириус.
- Во время лазерного шоу доктора Адамса играет песня «Footloose» Кенни Логгинса.
- Доктор Адамс заставляет Барбреди думать, что он — Элвис; мистер Мэки путает его поведение с Чарлтоном Хестоном.
- Мистер Мэки излечивает Барбреди, говоря ему: «На самом деле ты не король рок-н-ролла, а жирный тупой никчёмный полицейский из маленького городка, п’нятно?», фактически описывая настоящего Элвиса Пресли.[1]
- Латинская фраза «Me transmitte sursum, Caledoni!», расположенная над входом в планетарий, приблизительно переводится как «Выведи меня, шотландец!», явно намекая на известную фразу «Телепортируй меня, Скотти!» («Beam me up, Scotty!») из сериала Star Trek.